# Phanerotoma ruficornis
Phanerotoma ruficornis är en stekelart som beskrevs av Granger 1949. Phanerotoma ruficornis ingår i släktet Phanerotoma och familjen bracksteklar. Inga underarter finns listade i Catalogue of Life.